# Токарев, Дмитрий Викторович
Дми́трий Ви́кторович То́карев (р. 6 ноября 1969, Ленинград) — российский литературовед, доктор филологических наук (2006), профессор.

## Биография
Дмитрий Токарев родился 6 ноября 1969 года в Ленинграде.
В 1986—1991 годах учился на отделении русского как иностранного филологического факультета Ленинградского государственного университета имени А. А. Жданова. В 1992—1993 годах учился во французском университетском колледже при Санкт-Петербургском государственном университете, D.E.R. (diplôme d’études et de recherche) по французской литературе и был аспирантом Словарного отделения Института лингвистических исследований РАН. В 1993—1994 годах учился в Провансальском университете (Франция), D.E.A. (diplôme d’études approfondies) по сравнительному литературоведению. В 1994—1996 годах — аспирант Отдела взаимосвязей русской и зарубежных литератур Института русской литературы (Пушкинского Дома) РАН. В 1994—1998 годах учился в аспирантуре Провансальского университета (Экс-ан-Прованс); PhD. Тема диссертации «Le phénomène de la littérature de l’absurde en France et en Russie au 20ème siècle: Samuel Beckett et Daniil Harms».
С 1996 года по 2023 год работал в Институте русской литературы; с 2008 года — ведущим научным сотрудником Отдела взаимосвязей русской литературы с зарубежными. В 2006 году защитил диссертацию на соискание учёной степени доктора филологических наук; тема диссертации «Философско-эстетические основы поэтики Даниила Хармса».
Профессор департамента филологии ВШЭ СПб (2016-2024; руководитель департамента в 2022-2023 гг.) и факультета свободных искусств и наук СПбГУ (2018-2022).
Область научных интересов: русско-французские интеллектуальные и литературные связи, русский символизм, русский авангард, литература абсурда, русская эмиграция во Франции, интермедиальная компаративистика, неогегельянство